# Entodon argyreus
Entodon argyreus är en bladmossart som beskrevs av Bescherelle in Brotherus 1900. Entodon argyreus ingår i släktet Entodon och familjen Entodontaceae. Inga underarter finns listade i Catalogue of Life.